# Kolodribka
Kolodribka (ukrainisch Колодрібка; russisch Колодробка Kolodrobko, polnisch Kołodróbka) ist ein Dorf im Süden der ukrainischen Oblast Ternopil mit etwa 1300 Einwohnern (2001) und einer Fläche von 22 km².

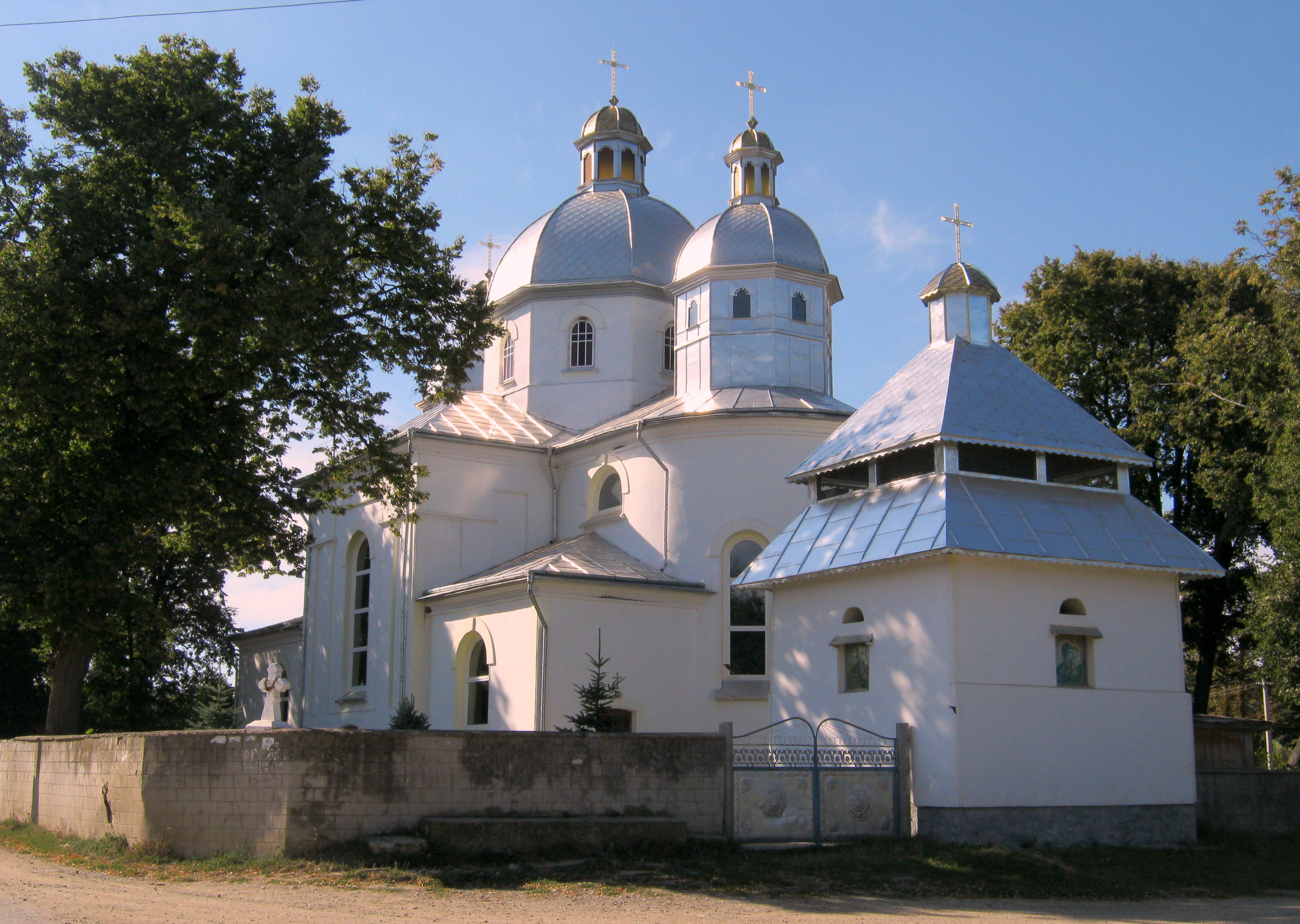
Maria-Himmelfahrt-Kirche im Dorf von 1906

Das erstmals 1446 schriftlich erwähnte Dorf liegt am linken Ufer des Dnister 32 km flussabwärts vom ehemaligen Rajonzentrum Salischtschyky und 125 km südlich vom Oblastzentrum Ternopil. 99 % der Dorfbewohner sind Ukrainer. Weitere Nationalitäten im Dorf sind Russen, Tadschiken und Rumänen.
Am 12. Juni 2020 wurde das Dorf ein Teil der Stadtgemeinde Salischtschyky im Rajon Salischtschyky; bis dahin bildete es die Landratsgemeinde Kolodribka (Колодрібська сільська рада/Kolodribska silska rada) im Süden des Rajons Salischtschyky.
Am 17. Juli 2020 wurde der Ort Teil des Rajons Tschortkiw.